# The Avalanche
Pour les articles homonymes, voir Avalanche (homonymie).
Ne doit pas être confondu avec The Avalanche (film, 1919).
Albums de Sufjan Stevens
Illinois
(2005) Songs For Christmas
(2006)
The Avalanche: Outtakes and Extras from the Illinois Album est un album folk/rock de Sufjan Stevens paru le 11 juillet 2006. Il est composé d'« outtakes » et autres sessions d'enregistrements (Face B) de son précédent album Illinois sorti un an auparavant. Il a été publié sur le iTunes Store, et des exemplaires sont disponibles sur le site de Asthmatic Kitty, le label de l'artiste. La chanson éponyme «The Avalanche» a également été une piste bonus sur le vinyle Illinois.
La chanson No Man's Land est jouée durant les crédits de fin du film Little Miss Sunshine, sorti en 2006. Est également présente la musique Chicago, toujours de Sufjan Stevens.

## Genèse de l'album
Un communiqué de presse sur le site Internet du label a indiqué que l'album Illinois devait initialement être un double album d'environ 50 chansons, mais l'idée a finalement été abandonnée. Après le succès d’Illinois, Stevens est revenu à son enregistreur analogique 8 bandes fin 2005 et a commencé le processus de finition de 21 pistes abandonnées de l'album (notamment trois versions de Chicago), qui allaient ainsi devenir The Avalanche.
Stevens a déclaré au cours d'une interview que, bien qu'il n'apprécie pas The Avalanche autant qu’Illinois, il a estimé qu'il était important de publier les chansons vu le succès de ce dernier. Il a également dit qu'il a décidé de sortir The Avalanche afin de gagner du temps jusqu'à ce que son prochain album du « projet des 50 états » soit publié. La couverture de l'album fait référence en plaisantant à la sortie de l'album pour des raisons commerciales, déclarant que son contenu « est compilé sans vergogne par Sufjan Stevens ».

## Jaquette
Sur la jaquette figure une représentation de type bande dessinée d'un portrait de Stevens portant une cape et un costume et tenu en altitude par des chaînes, une référence probable à l'image de Superman. Il porte une chemise avec la lettre I, le symbole athlétique figurant sur les vêtements de l'Université de l'Illinois à Urbana-Champaign, notamment du club omnisports universitaire Illinois Fighting Illini. Le « Bloc I » apparaît plusieurs fois dans le livret de l'album.
La couverture de l'album est dotée d'une Chevrolet Avalanche avec une vieille plaque d'immatriculation Illinoise qui se lit AKR 022, un clin d'œil à la référence de l'album sur son label Asthmatic Kitty Records. La plaque d'immatriculation de la voiture de police dans les notes d'illustration se lit comme suit : a NO NO. C'est sans doute une référence à la première piste de l'album Tell Another Joke at the Ol' Choppin' Block (en) du groupe de musique Danielson Famile (en). Sufjan est membre honoraire de ce dernier.

## Liste des pistes
1. "The Avalanche" – 3:14
2. "Dear M.. Supercomputer" – 4:20
3. "Adlai Stevenson" – 2:34
4. "The Vivian Girls Are Visited in the Night by Saint Dargarius and His Squadron of Benevolent Butterflies" – 1:49
5. "Chicago" (Acoustic Version) – 4:40
6. "The Henney Buggy Band" – 3:16
7. "Saul Bellow" – 2:53
8. "Carlyle Lake" – 3:15
9. "Springfield, or Bobby Got a Shadfly Caught in His Hair" – 4:17
10. "The Mistress Witch from McClure (Or, the Mind that Knows Itself)" – 3:24
11. "Kaskaskia River" – 2:14
12. "Chicago" (Adult Contemporary Easy Listening Version) – 6:06
13. "Inaugural Pop Music for Jane Margaret Byrne" – 1:25
14. "No Man's Land" – 4:45
15. "The Palm Sunday Tornado Hits Crystal Lake" – 1:38
16. "The Pick-Up" – 3:27
17. "The Perpetual Self, or What Would Saul Alinsky Do?" – 2:24
18. "For Clyde Tombaugh" – 3:43
19. "Chicago" (Multiple Personality Disorder Version) – 4:34
20. "Pittsfield" – 6:53
21. "The Undivided Self (For Eppie and Popo)" – 4:59